# MEDAG
MEDAG (англ. Mesenteric estrogen dependent adipogenesis) – білок, який кодується однойменним геном, розташованим у людей на 13-й хромосомі. Довжина поліпептидного ланцюга білка становить 303 амінокислот, а молекулярна маса — 34 190.
| 10         |  | 20         |  | 30         |  | 40         |  | 50         |
| ---------- |  | ---------- |  | ---------- |  | ---------- |  | ---------- |
| MAGAACEPVA |  | RPSLTSISSG |  | ELRSLWTCDC |  | ELALLPLAQL |  | LRLQPGAFQL |
| SGDQLVVARP |  | GEPAAARGGF |  | NVFGDGLVRL |  | DGQLYRLSSY |  | IKRYVELTNY |
| CDYKDYRETI |  | LSKPMLFFIN |  | VQTKKDTSKE |  | RTYAFLVNTR |  | HPKIRRQIEQ |
| GMDMVISSVI |  | GESYRLQFDF |  | QEAVKNFFPP |  | GNEVVNGENL |  | SFAYEFKADA |
| LFDFFYWFGL |  | SNSVVKVNGK |  | VLNLSSTSPE |  | KKETIKLFLE |  | KMSEPLIRRS |
| SFSDRKFSVT |  | SRGSIDDVFN |  | CNLSPRSSLT |  | EPLLAELPFP |  | SVLESEETPN |
| QFI        |  |            |  |            |  |            |  |            |

A: Аланін

C: Цистеїн

D: Аспарагінова кислота

E: Глутамінова кислота

F: Фенілаланін

G: Гліцин

H: Гістидин

I: Ізолейцин

K: Лізин

L: Лейцин

M: Метіонін

N: Аспарагін

P: Пролін

Q: Глутамін

R: Аргінін

S: Серин

T: Треонін

V: Валін

W: Триптофан

Задіяний у такому біологічному процесі, як альтернативний сплайсинг. 
Локалізований у цитоплазмі.